# Canthidium impressum
Canthidium impressum là một loài bọ cánh cứng trong họ Bọ hung (Scarabaeidae).